# Krzęcin (województwo małopolskie)
Krzęcin – wieś w Polsce położona w województwie małopolskim, w powiecie krakowskim, w gminie Skawina.

## Części wsi
| SIMC    | Nazwa          | Rodzaj    |
| ------- | -------------- | --------- |
| 0335172 | Bujaki         | część wsi |
| 0335189 | Dział          | część wsi |
| 0335195 | Lamuze         | część wsi |
| 0335203 | Pod Cmentarzem | część wsi |
| 0335210 | Pod Górą       | część wsi |
| 0335226 | Pod Ostrą Górą | część wsi |
| 0335232 | Skotnica       | część wsi |
| 0335249 | Szczęsna       | część wsi |

## Historia

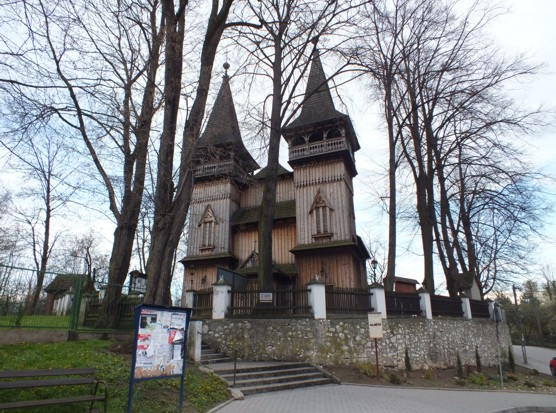
Kościół Narodzenia Najświętszej Maryi Panny w Krzęcinie z 1589 roku.

Wieś została założona na prawie polskim (iure polonico) w wieku XIII przez Krzęta lub Krzczęta o czym świadczy patronimiczna forma nazwy z końcówką „-in”. Staropolskie imię Krzęta i Krzęczta zanotowano w kilku dokumentach średniowiecznych z 1370 i 1375 roku.
Pierwsza wzmianka o Krzęcinie pochodzi z 1254 roku, kiedy książę krakowski i sandomierski Bolesław Wstydliwy przekazał wieś w skład uposażenia klasztoru zwierzynieckiego, zwalniając ją jednocześnie od różnych obowiązków wynikających z prawa polskiego, takich jak stan, stróża, przewód, powóz i powołowe. Potwierdził to w kolejnym dokumencie, wystawionym dwa lata później.
W 1274 wschodnia granica śląskiego księstwa opolskiego została przesunięta z rzeki Skawy do Skawinki z wyjątkiem tzw. korytarza radwanickiego, natomiast Krzęcin został jedną z najważniejszych miejscowości powstałej w ten sposób enklawy kolejnych śląskich księstw: od około 1290 cieszyńskiego, od około 1315 oświęcimskiego, od 1445 zatorskiego. To ostatnie zostało zakupione przez polskiego króla w 1494, a w 1513 roku stało się częścią Korony Królestwa Polskiego .
W dwóch dokumentach sądowych spisanych po łacinie z 1401 roku wymieniony został sołtys z Krzęcina: Stanislaus scultetus de Krzszczanczin, a w drugim z 1402 roku Stanislaus de Krzszczanczin . W napisanym w latach 1440–1480 dziele Liber beneficiorum polskiego historyka Jana Długosza, miejscowość określona jest jako Krzszczanczin (Krzczęcin). Autor wymienia we wsi kościół, karczmę, młyn, sześć stawów rybnych (dwa mniejsze i cztery większe) oraz klasztorny folwark. Wieś jako uposażenie klasztoru płaciła dziesięcinę i była zwolniona od pańszczyzny.
W czasach Długosza wieś liczyła 24 łany, z których płaciła klasztorowi czynsz w wysokości pół florena od łanu. Właściciel karczmy płacił cztery grzywny, jeden zagrodnik 16 groszy i ten też był zobowiązany do konnego rozwożenia listów. Od 1564 roku wieś wraz z całym księstwem zatorskim leżała w powiecie śląskim województwa krakowskiego i była niezmiennie własnością klasztoru norbertanek na Zwierzyńcu.
W 1589 roku w miejscowości wybudowano Kościół Narodzenia Najświętszej Maryi Panny w Krzęcinie, gruntownie przebudowany w 2. poł. XVIII w. i wielokrotnie odnawiany w XX wieku.
Według zapisków historycznych w XVIII wieku w Krzęcinie panowała zaraza, w której zmarli wszyscy mieszkańcy wsi z wyjątkiem dwóch rodzin Zięcików i Kumalów. Ponownie została zasiedlona przez ludność przybyłą zza Wisły.
Do czasów I rozbioru Polski, który nastąpił w roku 1772, Krzęcin znajdował się w granicach Rzeczypospolitej Obojga Narodów. Po rozbiorze znalazł się w części, która przypadła Austriakom – w tzw. prowincji austriackiej. Zaborcy przejęli wówczas wieś na własność, odbierając ją norbertankom i wystawiając na sprzedaż. Wieś kupił właściciel sąsiedniej Polanki z polskiego rodu Hallerów, a od niego zakupiona została przez Guntherów.
Pod koniec wieku XIX wieś wraz z całą Galicją była częścią Królestwa Galicji i Lodomerii znajdując się w granicach monarchii Austro-Węgier i leżąc w powiecie podgórskim. Liczyła razem z dworem 7,9 km². Znajdowały się w niej kościół parafialny, jednoklasowa szkoła oraz kółko rolnicze. W 1869 roku liczba mieszkańców wynosiła 666 osób, a w 1880 – 775. Spis powszechny z 1890 zanotował osób 792, z czego 384 było płci męskiej, a 408 żeńskiej, 786 mieszkańców było wyznania rzymsko katolickiego, a 6 osób wyznawało judaizm.
W 1898 roku miejscową gwarę ludową, jaką mówili mieszkańcy wsi, oraz samą wieś opisał Stanisław Dobrzycki w swojej pracy pt. O mowie ludowej we wsi Krzęcinie .
Po odzyskaniu przez Polskę niepodległości w 1918 roku wraz z całą Galicją wieś weszła w skład II Rzeczypospolitej i leżała w powiecie wadowickim w województwie krakowskim.
W latach 1954–1961 wieś należała i była siedzibą władz gromady Krzęcin, po jej zniesieniu w gromadzie Wielkie Drogi. W latach 1975–1998 miejscowość administracyjnie należała do województwa krakowskiego.

## Zabytki
Obiekt wpisany do rejestru zabytków nieruchomych województwa małopolskiego.
- Kościół parafialny pw. Narodzenia Najświętszej Maryi Panny. Zabytkowy drewniany kościół z 1589 roku znajduje się na Szlaku Architektury Drewnianej województwa małopolskiego[15].

## Kultura
- Na terenie miejscowości działa 77 Drużyna Harcerska „Biedronka” im. Armii Krajowej[20] ZHP.
- Orkiestra dęta z Krzęcina istnieje od 1986 roku. Jej założycielem i dyrygentem jest Antoni Bylica. W 1990 roku oraz w 1996 orkiestra zdobyła pierwsze miejsce na Wojewódzkim Przeglądzie Orkiestr Dętych.

## Osoby związane z Krzęcinem
- Stanisław Dobrzycki